# Syngrapha alticola
Syngrapha alticola là một loài bướm đêm trong họ Noctuidae.